# 9K37 Buk

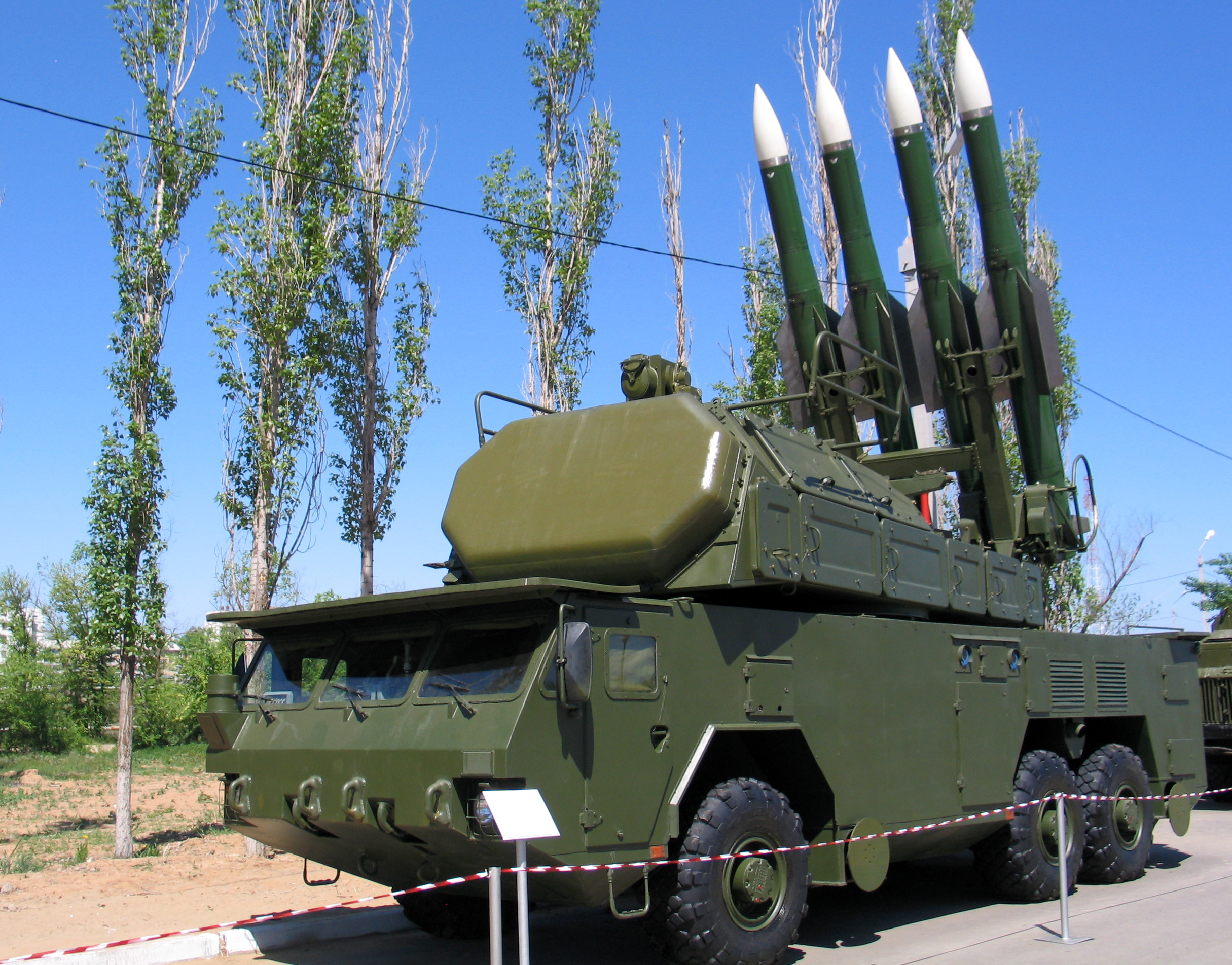
Sistemul rusesc BUK- M2

9K37 BUK (în rusă "Бук") cunoscută în Occident drept SA-11 sau SA-17, este o rachetă de mari dimensiuni care se lansează de la sol și care poate atinge o altitudine maxima cuprinsă între 11 - 25 km și o distanță de până la 42 kilometri. 
În terminologia NATO, rachetele BUK sunt desemnate prin termenul „Gadfly”. 
Potrivit The Guardian, sistemul BUK este format dintr-un centru de comandă mobil cu radar (TELAR -Transporter Erector Launcher And Radar), atașat sau independent, și trei lansatoare.
O rachetă BUK cântărește între 500 și 700 de kilograme, atinge o viteză de 3 - 4 mach. Potrivit unui expert în armament citat de The Star, sistemul BUK are o încărcătură de circa 70 kg de explozibil.
Costul unei unități de acest tip de armament este estimat la circa 500 milioane de euro.

## Zborul 17 al Malaysia Airlines
Conform rapoartelor inițiate de guvernul ucrainean s-a ajuns la concluzia că avionul MH17 doborât la 17 iulie 2014, la o altitudine de 10.000 de metri a fost efectuat de către tiruri ale sistemului de rachete antiaeriene „Buk” lansate de separatiști ai așa numitei Republici Populare Donețk.

### Video
- en  BUK and other air missile system in teamwork, 9 min.